# نوت‌دورپ
نوت‌دورپ (به هلندی: Nootdorp) یک منطقهٔ مسکونی در هلند است که در پین‌آکر-نوت‌دورپ واقع شده‌است. نوت‌دورپ ۱۹٬۰۴۵ نفر جمعیت دارد.

## نگارخانه

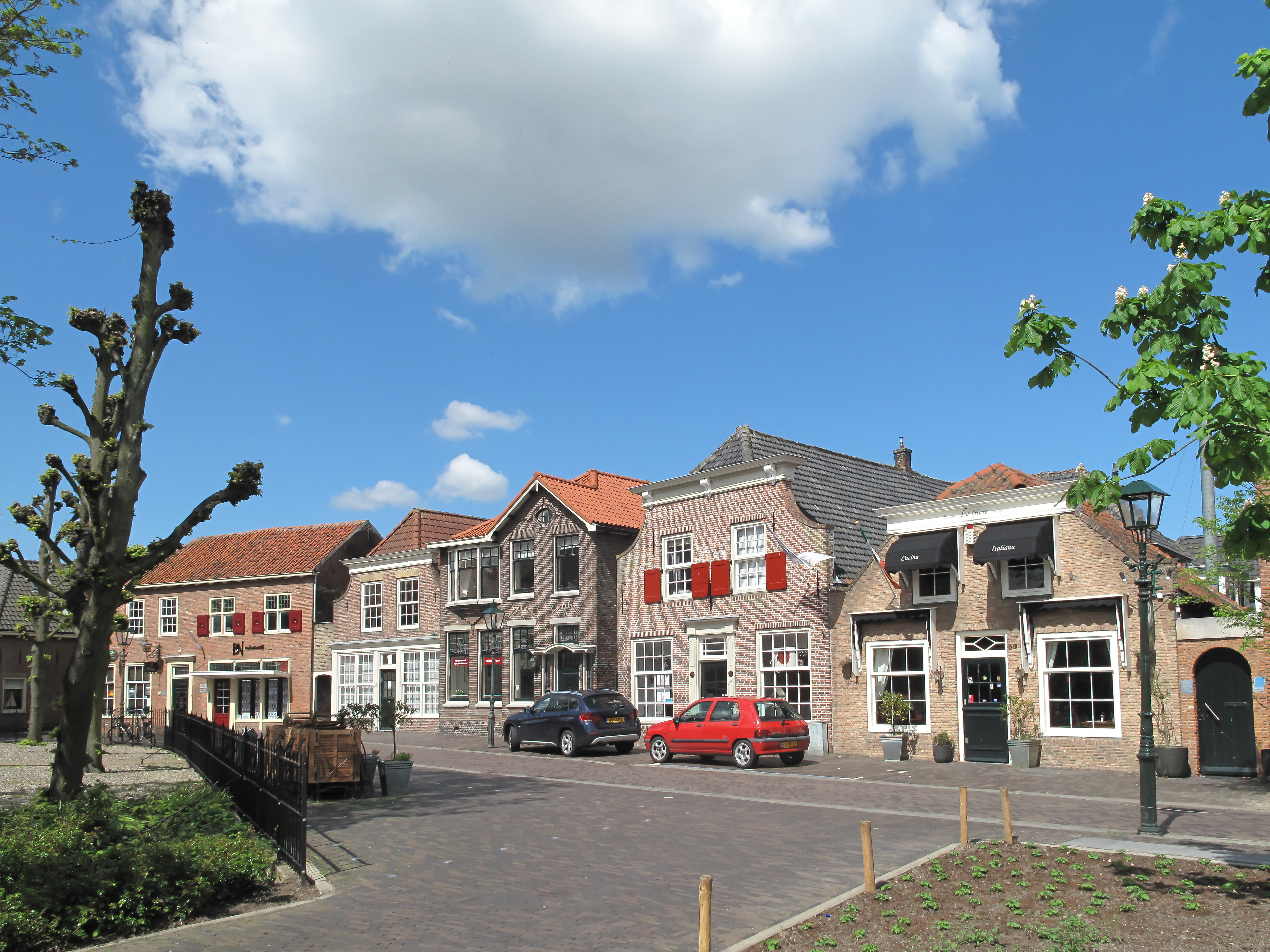
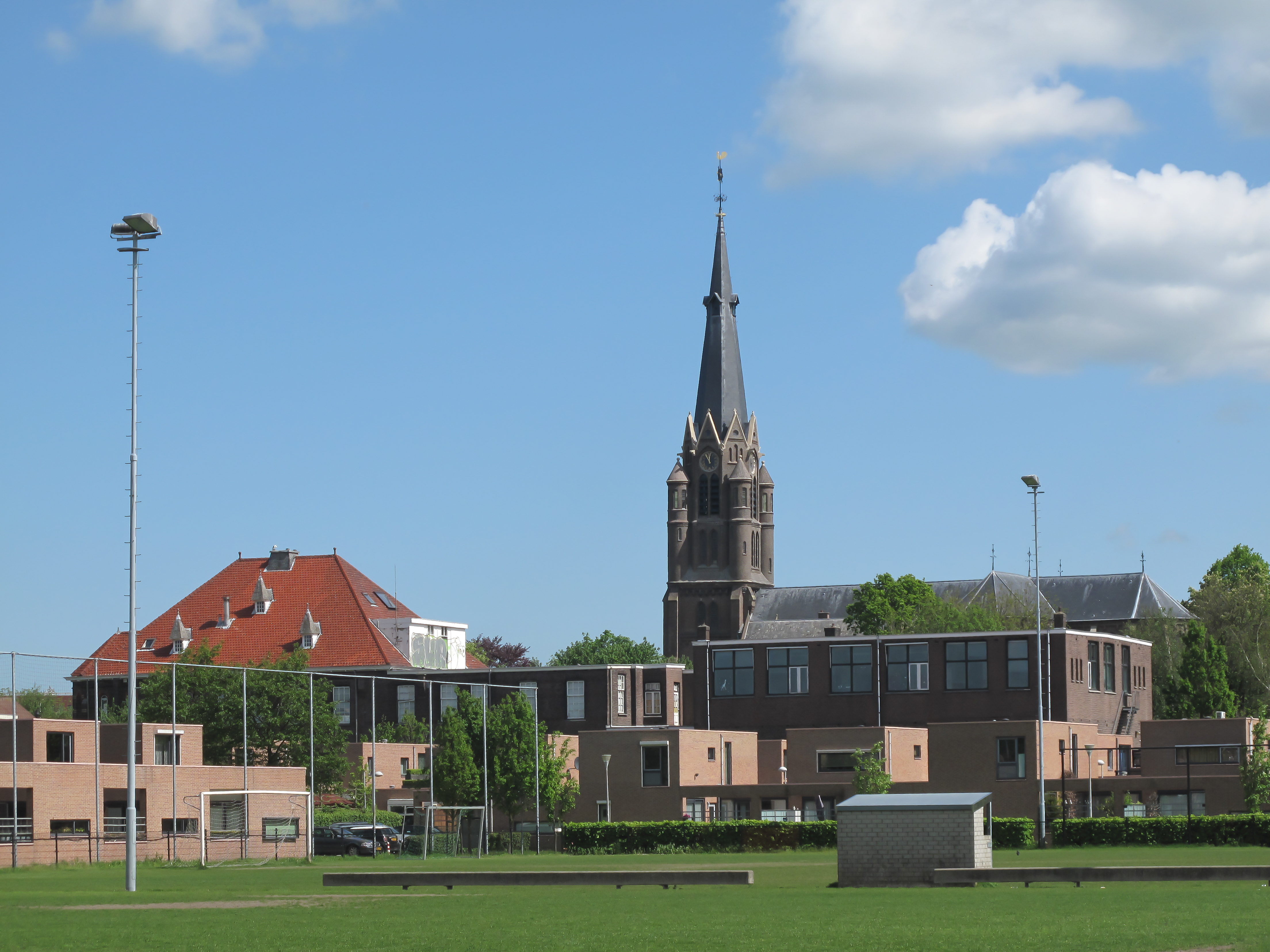
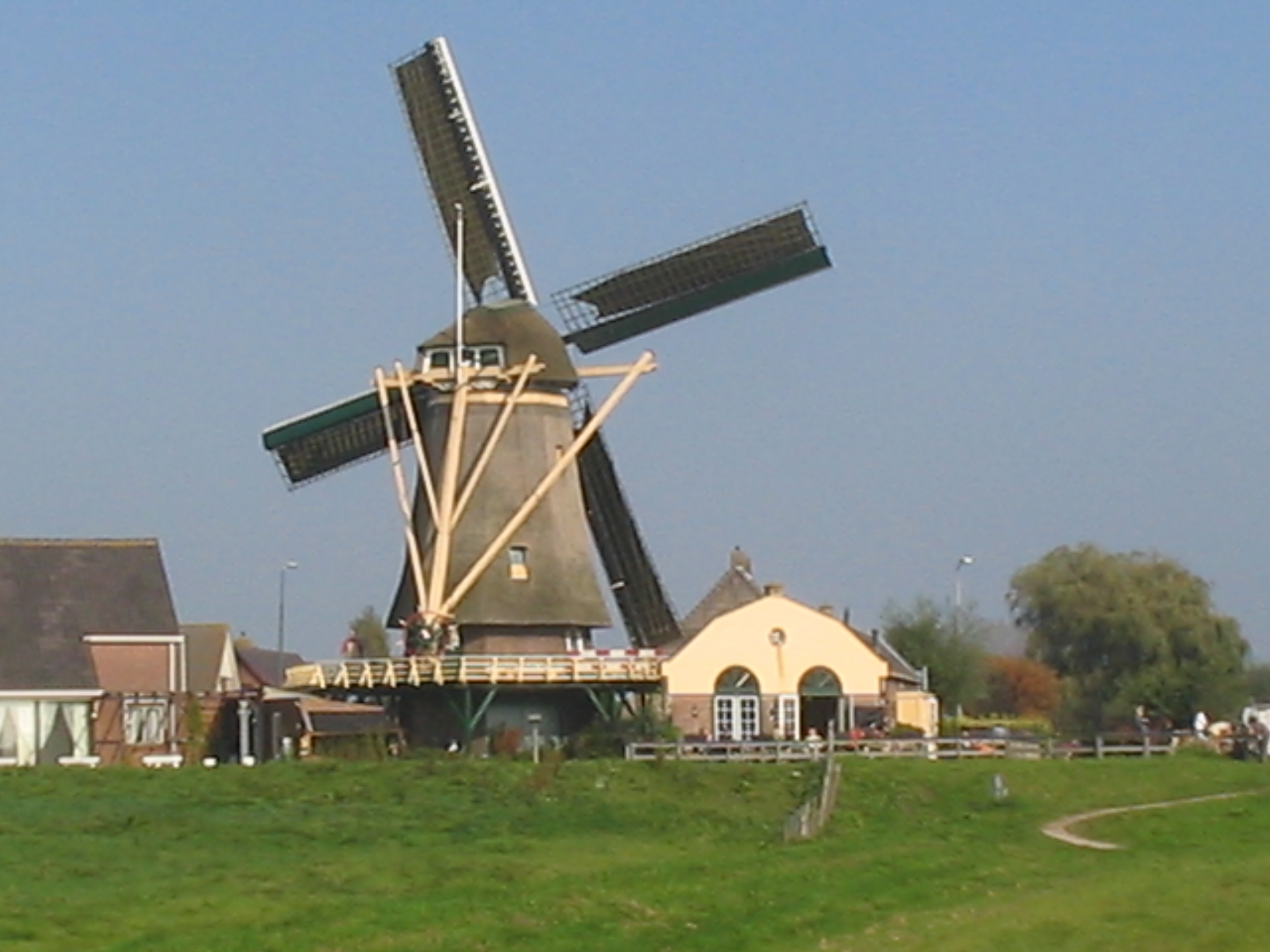